# Хайдезанд
Хайдезанд — печиво або чайне печиво з пісочного тіста. У Північній Німеччині вони вважаються традиційною різдвяною випічкою.
Печиво готується з борошна, цукру і вершкового масла або пекарського маргарину. Крім того, можна додати яйця, молоко, ванільний цукор і розпушувач, іноді також терту лимонну цедру і марципанову пасту. На додаток до класичного хайдезанда, виготовленого зі згаданих інгредієнтів, існують різні варіації, наприклад, з імбиром і апельсинами або з розмарином.
Для приготування розтопіть вершкове масло і злегка підрум'яніть його. Після того, як вони охолонуть, їх разом з іншими інгредієнтами обробляють у пісочне тісто. З нього формують рулетики, а потім деякий час охолоджують. Для приготування наріжте рулети скибочками приблизно 1 шт см товщиною, викласти їх на деко і запекти в духовці. Іноді перед запіканням їх посипають цукром або обвалюють у цукрі, це можна робити і після випічки.